# January Ziambo
January Ziambo (Lusaka, 9 settembre 1980) è un ex calciatore zambiano, di ruolo attaccante.

## Carriera

### Club
Ha vestito le maglia di diverse squadre albanesi tra cui il Gramshi.